# Hylaea rufofasciosa
Hylaea rufofasciosa är en fjärilsart som beskrevs av Eugen Johann Christoph Esper 1797. Hylaea rufofasciosa ingår i släktet Hylaea och familjen mätare. Inga underarter finns listade i Catalogue of Life.